# Cedusa saegeri
Cedusa saegeri är en insektsart som först beskrevs av Synave 1973.  Cedusa saegeri ingår i släktet Cedusa och familjen Derbidae. Inga underarter finns listade i Catalogue of Life.